# Батько нареченої (фільм, 1991)
«Батько нареченої» (англ. Father of the Bride) — американський художній фільм 1991 року, комедія режисера Чарльза Шаєра.
Фільм є рімейком однойменної комедії 1950 року режисера Вінсента Міннеллі.
Дітям рекомендується перегляд спільно з батьками.

## Сюжет
Джордж Бенкс (Стів Мартін) — звичайний підприємець середнього класу, його 22-річна донька Енні (Кімберлі Вільямс) вирішує вийти заміж, що буквально зводить з розуму батька, який навіть думати не хоче про те як він буде жити без доньки. Його дружина (Даян Кітон) пробує переконати батька порадіти за доньку і усвідомити, що діти виросли.

## В ролях
- Стів Мартін — Джордж Стенлі Бенкс
- Даян Кітон — Ніна Бенкс
- Кімберлі Вільямс — Енні Бенкс
  - Марісса Лефтон — Енні (3 роки)
  - Сара Роуз Карр — Енні (7 років)
  - Емі Янг — Енні (12 років)
- Кіран Калкін — Метті Бенкс
- Джордж Ньюберн — Брайан Маккензі
- Мартін Шорт — Френк Еґґелхоффер
- Бредлі Вонг — Говард Вейнштейн
- Юджин Леві — співак
- Ед Вільямс — преподобний

## Номінації і нагороди
- 1992 — номінація на премію «MTV Movie Awards» в категоріях «Найкраща нова акторка» (Кімберлі Вільямс) і «Найкращий комедійний актор» (Стів Мартін)
- 1993 — премія «BMI Film Music Award» за музику до фільму (Алан Сільвестрі)